# Carlos Alberto de Oliveira Júnior
Carlos Alberto de Oliveira Júnior, mais conhecido como Carlos Alberto (Rio de Janeiro, 24 de janeiro de 1978), é um ex futebolista brasileiro que se aposentou no Camburiú e atuava como volante e lateral-direito/esquerdo. Atualmente está aposentado e trabalha com a escolinha do Figueirense.

## Carreira
Começou sua carreira em Joinville em 1995. Depois, passou por Marcílio Dias (Santa Catarina), em 2001, Guarani (Minas Gerais), em 2002, e Caxias (Santa Catarina), entre 2002 e 2003.
Fez parte do time do Caxias que foi campeão Catarinense da Divisão Especial em 2002 e vice-campeão catarinense da Divisão Principal em 2003.
A melhor fase de sua carreira, porém, foi no Figueirense, aonde chegou em 2003. Neste período, ele chegou a ser convocado para a seleção brasileira sub-20, campeã em 2003.
Em novembro de 2006, contudo, foi descoberto que o jogador havia adulterado sua data de nascimento. Carlos Alberto alegava ter nascido em 1983, quando, na verdade, é cinco anos mais velho. Julgado pelo Superior Tribunal de Justiça Desportiva por este motivo, foi punido com um ano de suspensão, mas cumpriu apenas metade da pena, a outra metade foi paga em 100 cestas básicas.
Em março de 2007, foi contratado pelo Corinthians, por três anos. Em janeiro de 2009, foi emprestado para o Atlético Mineiro.
Em 2010, foi emprestado ao Goiás. Onde ajudou seu time a eliminar o Palmeiras da copa Sul Americana, com um gol nas semifinais.
No fim de novembro, dele foi dispensado pela diretoria Esmaraldina, após cair muito de rendimento de acordo com 2010.
No dia 19 de janeiro de 2012 foi anunciado como novo reforço do Joinville para o Brasileiro Série B de 2012.

## Títulos
Joinville
- Campeonato Catarinense: 2000
- Copa Santa Catarina: 2012

Figueirense
- Campeonato Catarinense: 2003, 2004, 2006

Caxias
- Campeonato Catarinense - Divisão Especial: 2002

Corinthians
- Campeonato Brasileiro - Série B - 2008

Atlético-MG
- Campeonato Mineiro: 2010

Brusque
- Campeonato Catarinense - Série B: 2015

Seleção Brasileira
- Campeonato Mundial de Futebol Sub-20: 2003